# Level 1 Demon Lord & One Room Hero
Level 1 Demon Lord & One Room Hero (jap.: Lv1魔王とワンルーム勇者 LV1 Maō to One Room Yūsha) ist eine Mangareihe von Mangaka Tōfu, die von 2019 bis 2024 in Japan erschien. Die Comedy-Serie über die Wohngemeinschaft eines Dämonenlords und eines Helden wurde ins Deutsche und Englische übersetzt, 2023 kam eine Umsetzung als Animeserie heraus.

## Inhalt
Zehn Jahre zuvor wurde der Dämonenlord vom Helden Max besiegt. Er fiel in einen tiefen Schlaf, aus dem er nun erwacht ist – jedoch in der Gestalt eines Kindes. Der Dämon muss erst wieder zu Kräften kommen. Seine Assistentin Zenia steckt ihn erstmal in eine zu seiner Gestalt passende Schulmädchenuniform. Und in der Zwischenzeit will er herausfinden, was sein damaliger Gegner inzwischen macht. Zu seiner Überraschung muss der Dämonenlord feststellen, dass Max in einer heruntergekommenen Einraumwohnung lebt. Nachdem ihm seine Heldentat zu Kopf gestiegen war, hatte er seinen Ruf bald wieder ruiniert. Und ein Held wurde auch nicht mehr gebraucht, sodass er die ganze Zeit faulenzt und fett wird. Doch selbst in diesem Zustand gelingt es Max noch, den schwachen Dämon zu überwältigen. Also zieht der Dämonenlord bei ihm ein, um im gemeinsamen Training wieder stark zu werden und aus Max wieder einen würdigen Gegner zu machen.

## Veröffentlichung
Von März 2019 bis Juni 2024 erschienen die Kapitel der Serie im Online-Magazin Comic Fuz. Dessen Verlag Hōbunsha brachte sie seit März 2020 in insgesamt elf Sammelbänden heraus.
Eine deutsche Übersetzung von Martin Gericke wurde von Juli 2023 bis April 2025 vollständig von Crunchyroll veröffentlicht. Bei Seven Seas Entertainment wird die Serie auf Englisch veröffentlicht.

## Animeserie
Bei den Studios Blade und Silver Link entstand unter der Regie von Keisuke Inoue eine Adaption des Mangas als Anime. Die Drehbücher wurden geschrieben von Toshiya Ono und die künstlerische Leitung lag bei Akiko Kikuchi. Das Charakterdesign entwarf Yoshihiro Watanabe. Die Tonarbeiten leitete Toshiki Kameyama und für die Kameraführung war Hideki Eto verantwortlich.
Der Anime wurde erstmals im September 2022 angekündigt. Die Ausstrahlung der zwölf halbstündigen Folgen erfolgte vom 3. Juli bis 18. September 2023 bei den Sendern Tokyo MX, AT-X und BS NTV in Japan. Die Plattform Hidive veröffentlicht parallel dazu eine englisch untertitelte Fassung für die USA.

### Synchronisation
| Rolle                | Japanische Stimme (Seiyū) |
| -------------------- | ------------------------- |
| Demon Lord           | Naomi Ōzora               |
| Max                  | Yūichi Nakamura           |
| Yuria                | Ami Koshimizu             |
| Leo                  | Hiro Shimono              |
| Zenia                | Yōko Hikasa               |
| Fred                 | Yoshitsugu Matsuoka       |
| Person in the Closet | Yū Kobayashi              |

### Musik
Die Musik der Serie stammt von R.O.N. Die Vorspanne sind unterlegt mit One Room Adventure von Madkid, für den Abspann verwendete man das Lied Mirai=Teleport von Nenne.